# Abaucourt-Hautecourt
Abaucourt-Hautecourt település Franciaországban, Meuse megyében. Lakosainak száma 100 fő (2022. január 1.). Abaucourt-Hautecourt Morgemoulin, Damloup, Dieppe-sous-Douaumont, Eix, Fromezey, Herméville-en-Woëvre és Moranville községekkel határos.

## Népesség
A település népességének változása:
| Lakosok száma | 84   | 100  | 112  | 102  | 116  | 115  | 107  | 103  | 101  | 100  |
|               | 1968 | 1982 | 1990 | 2006 | 2013 | 2015 | 2017 | 2019 | 2020 | 2022 |